# 아길라스 시베냐스

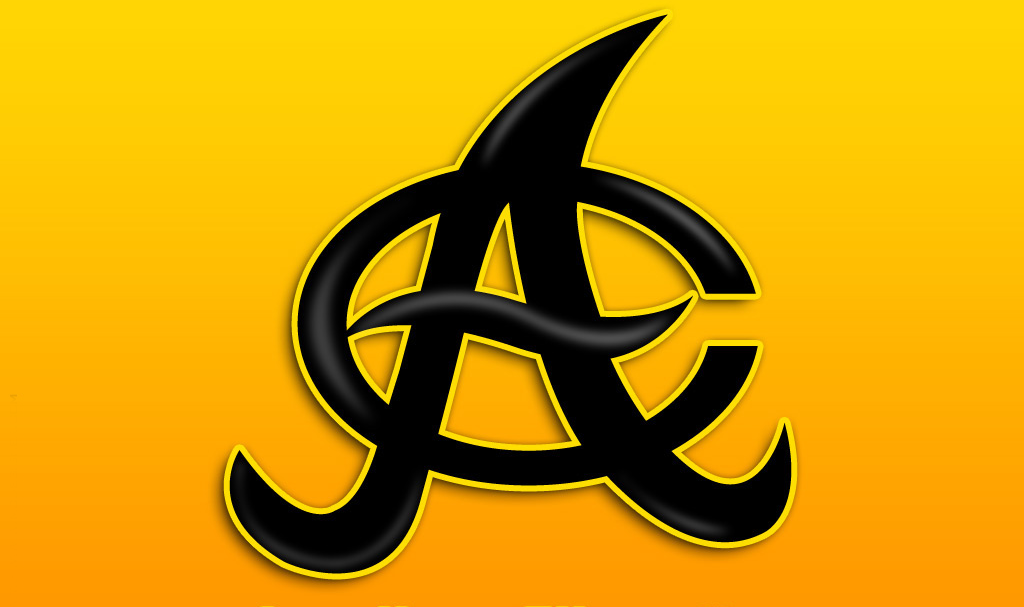

아길라스 시베냐스(스페인어: Águilas Cibaeñas, 스페인어 발음: [ˈaɣilas θˌiβaˈeɲas])는 도미니카 공화국 산티아고 데 로스 카바예로스에 위치한 프로 야구팀이다. 도미니카 윈터 베이스볼 리그 소속이며, 에스타디오 시바오 야구장을 홈구장으로 사용하고 있다. 리그 우승 20회 기록과 캐리비언 시리즈 5회 우승 기록을 가지고 있다.